# 鳥居川

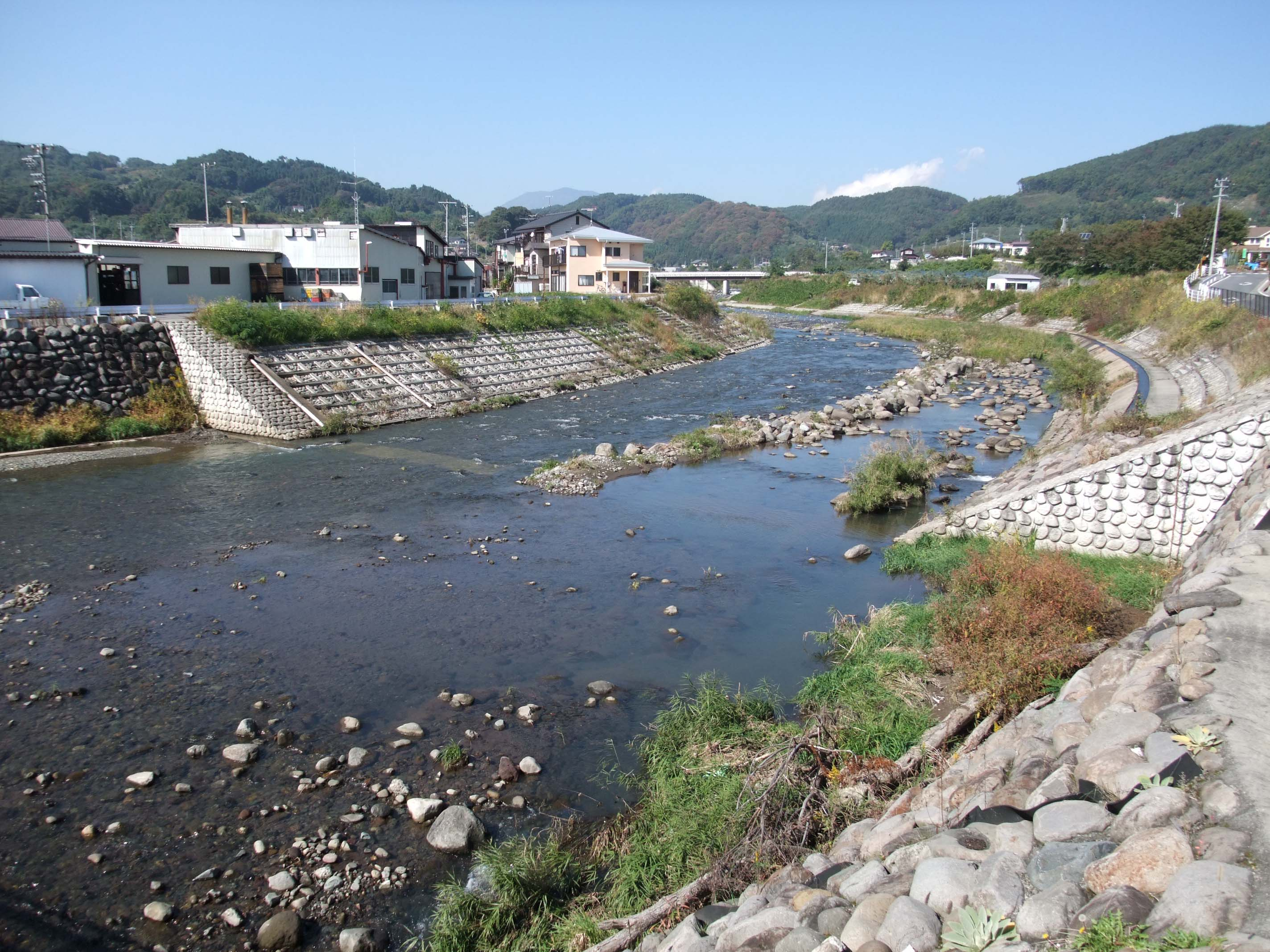
鳥居川下流。長野市豊野町浅野付近

鳥居川（とりいがわ）は、信濃川水系支流の一級河川である。
長野市の戸隠地籍越水ヶ原を水源に、いくつかの川や沢の水を集め、長野市と上水内郡信濃町の境付近から鳥居川の呼称で呼ばれるようになる。戸隠奥社の鳥居のそばを流れ下るので、この名前が付いたといわれている。その後、飯綱町で八蛇川などと合流し、再び長野市に入り、豊野町地籍を流れ千曲川と合流する。

## 地形
上流部では典型的なV字谷を形成し、中流域では河岸段丘を形成している。これは飯綱町付近で観察される。下流部では長野市豊野町大倉地籍付近から扇状地を形成し、千曲川と合流する。

## 水質
上流部では、環境省が定める生活環境の保全に関する環境基準で、A類型に属している。中流域からは、生活排水の流入のある場所もあるが、流域における下水道の整備が進んでおり、今後水質の改善が進んでいくものと思われる。

## 利水
江戸時代から用水開発が行われた。川岸に沿って水田地帯が広がり、その用水の水源に鳥居川から取水している。その他飲用水や、発電用用水としても利用されている。

## 洪水
1995年に平成7年梅雨前線豪雨（7.11水害）により増水し、7月11日夜間昭和橋に大量の土石や流木などの流下物が引っかかり氾濫した。7月12日朝になっても昭和橋付近からの住宅地への流入は続き、捌け口の無い氾濫水は毎時50cm程度の水位上昇を続けた。なお、この地区（堀内地区）の内水排水施設が1995年1月に完成していたが、施設の電気施設は水没し稼働出来なかった。また、消防団は22台の移動式排水ポンプにより排水作業を行ったが、泥水により排水ポンプは十分に機能しなかった。そのため、自主決壊による排水を試みたが、導水路が削られ鳥居川の破堤に至った。この氾濫により千曲川堤防を兼ねた国道18号線と鳥居川の堤防に囲まれた 33haが浸水し床上浸水244戸、床下浸水89戸の被害が生じた。